# 이양원
이양원(李陽元, 1526년 ~ 1592년)은 조선 중기의 문신이며, 영의정에 임명되었지만 왕이 요동으로 파천했다는 소식을 듣고 자살한 대신 중 한 명이다. 본관은 전주이다. 자는 백춘(伯春), 호는 노저(鷺渚), 시호는 문헌(文憲)이다.

## 생애
명종 때 문과에 급제해서 예문관검열, 정자, 홍문관저작, 박사, 부수찬, 시강원사서, 병조좌랑, 홍문관수찬, 홍문관부교리, 이조정랑, 의정부검상, 홍문관응교 등을 거쳐 바로 승정원에서 우부승지에 임명되고 병조참지, 우승지, 예조참의를 거쳐 좌승지가 되고 병조참지로 재임명되었다가 다시 병조참의를 거쳐 사간원대사간, 홍문관부제학, 병조참지를 지내고 다시 이조참의가 되었다. 이후 도승지로 임명되어서 경상도관찰사를 거쳐 대사헌, 형조참판, 병조참판을 두루 지낸 뒤 오위도총부부총관을 하다가 개성유수를 거쳐 대사헌, 형조판서를 지내고 예조판서, 병조판서, 이조판서를 거쳐 대제학과 좌찬성을 지낸 뒤 병조판서로 다시 임명되었다가 유도대장을 거쳐 우의정에 임명되어 유도대장을 겸하며 임진왜란 때 서울 수비를 맡다가 이후 좌의정이 되고 다시 영의정이 되어서 왜적과 싸웠지만 왕이 요동으로 파천하였다는 소식을 듣고 자결한다.

## 가족관계
- 고조부 : 선성군 이무생(宣城君 李茂生, 1392 ~ 1460) - 정종의 7남
- 증조부 : 병산군 이말정(屏山君 李末丁)
- 양조부 : 지산군 이천수(知山君 李千壽)
  - 아버지 : 이원군 이학정(利原君 李鶴汀)
  - 어머니 : 동래 정씨 - 정양(鄭瑒)의 딸
    - 부인 : 진주 류씨 - 군수(郡守) 류간(柳幹)의 딸
      - 장녀 : 이란(李蘭, 1547 ~ ?)
      - 사위 : 창녕 성씨 성영(成泳, 1547 ~ 1623)
      - 차녀 : 이영(李英, 1549 ~ ?)
      - 사위 : 풍양 조씨 현령(縣令) 조희식(趙希軾)
      - 장남 : 이서경(李犀慶, 1559 ~ ?)
      - 며느리 : 평산 신씨 - 신흔(申忻)의 딸
        - 손자 : 이복광(李復匡)
        - 손자 : 이중광(李重匡, 1585 ~ ?)

      - 차남 : 이구경(李龜慶, 1561 ~ ?)
      - 며느리 : 남양 홍씨 - 홍책(洪䇿)의 딸
        - 손자 : 이홍광(李弘匡, 1579 ~ ?)

      - 3남 : 이시경(李蓍慶, 1565 ~ ?)
      - 며느리 : 원주 김씨 - 김유경(金有慶)의 딸
        - 손자 : 이극광(李克匡, 1585 ~ ?)
        - 손자 : 이의광(李毅匡, 1587 ~ ?)

    - 측실 : 영산 신씨 - 신세흠(辛世欽)의 딸
      - 4남(서자) : 이용경(李龍慶, 1576 ~ ?)
      - 며느리 : 원주 원씨 - 보덕(輔德) 원사용(元士容)의 딸
        - 손자 : 이인광(李仁匡, 1602 ~ ?)
        - 손자 : 이준광(李俊匡, 1613 ~ ?)
        - 손자 : 이신광(李信匡, 1620 ~ ?)